# KN-11
Il Pukkuksong-1 (북극성1?,  北極星1?, Bukgeukseong-1LR, Pukkuksong-1MR; letteralmente: "Stella Polare") o KN-11 (secondo la classificazione NATO) è un missile balistico lanciabile da sottomarino (SLBM, submarine-launched ballistic missile) progettato per essere utilizzato dalla classe di battelli nordcoreani Korae.